# Sistrans
Sistrans ist eine Gemeinde mit 2288 Einwohnern (Stand 1. Jänner 2024) im Bezirk Innsbruck-Land des Bundeslandes Tirol. Die Gemeinde liegt im Gerichtsbezirk Innsbruck.

## Geografie

### Lage
Sistrans liegt südöstlich von Innsbruck auf einer Mittelgebirgsterrasse. Das Haufendorf östlich von Lans lässt im Ortskern noch einen bäuerlichen Charakter erkennen. Das Dorf liegt mit 900 Meter über dem Meer rund 300 Meter über dem Inntal. Nach Süden steigt das Gemeindegebiet bewaldet bis auf 2300 Meter an.

### Nachbargemeinden
|      |                                             | Aldrans |
| Lans | Kompassrose, die auf Nachbargemeinden zeigt |         |
|      | Ellbögen                                    |         |

## Geschichte
Das Gebiet ist altes Siedlungsgebiet. Aus dem 12. Jahrhundert vor Christus wurden Urnengräber mit Grabbeigaben gefunden. Im 6. nachchristlichen Jahrhundert drangen die Bajuwaren ein, aus dieser Zeit stammen Reihengräber.
Der Name der Örtlichkeit ist 1065 als Sistrans ersturkundlich genannt und hat sich nicht verändert. Der Name ist antik und ist ein Derivat von vorrömisch *sisran-. Er bedeutet ‚Gebiet mit vielen Bächen‘.
In einer Schenkungsurkunde Herzog Ottos von Andechs an das Kloster Benediktbeuern im Jahr 1228 wird Sistrans bereits als „Dorf“ bezeichnet. Das Siegel auf einer Urkunde von Konrad von Sistrans von 1270 dient als Vorlage des heutigen Wappens von Sistrans.
Im Jahr 1614 werden 25 Haushalte mit insgesamt 188 Bewohnern gezählt.
Über den Bau der Kirche gibt es keine Unterlagen, jedoch wurden zu Beginn des 18. Jahrhunderts neue Altäre angeschafft, der Turm renoviert und die Kirche barockisiert. 1891 wurde Sistrans eine eigene Pfarre.

### Bevölkerungsentwicklung
EinwohnerJahr300600900120015001800210024001860189019201950198020102040EinwohnerEinwohnerentwicklung von Sistrans
Sistrans hat mit einem Akademikeranteil von 23,1 % den höchsten Wert von ganz Tirol.

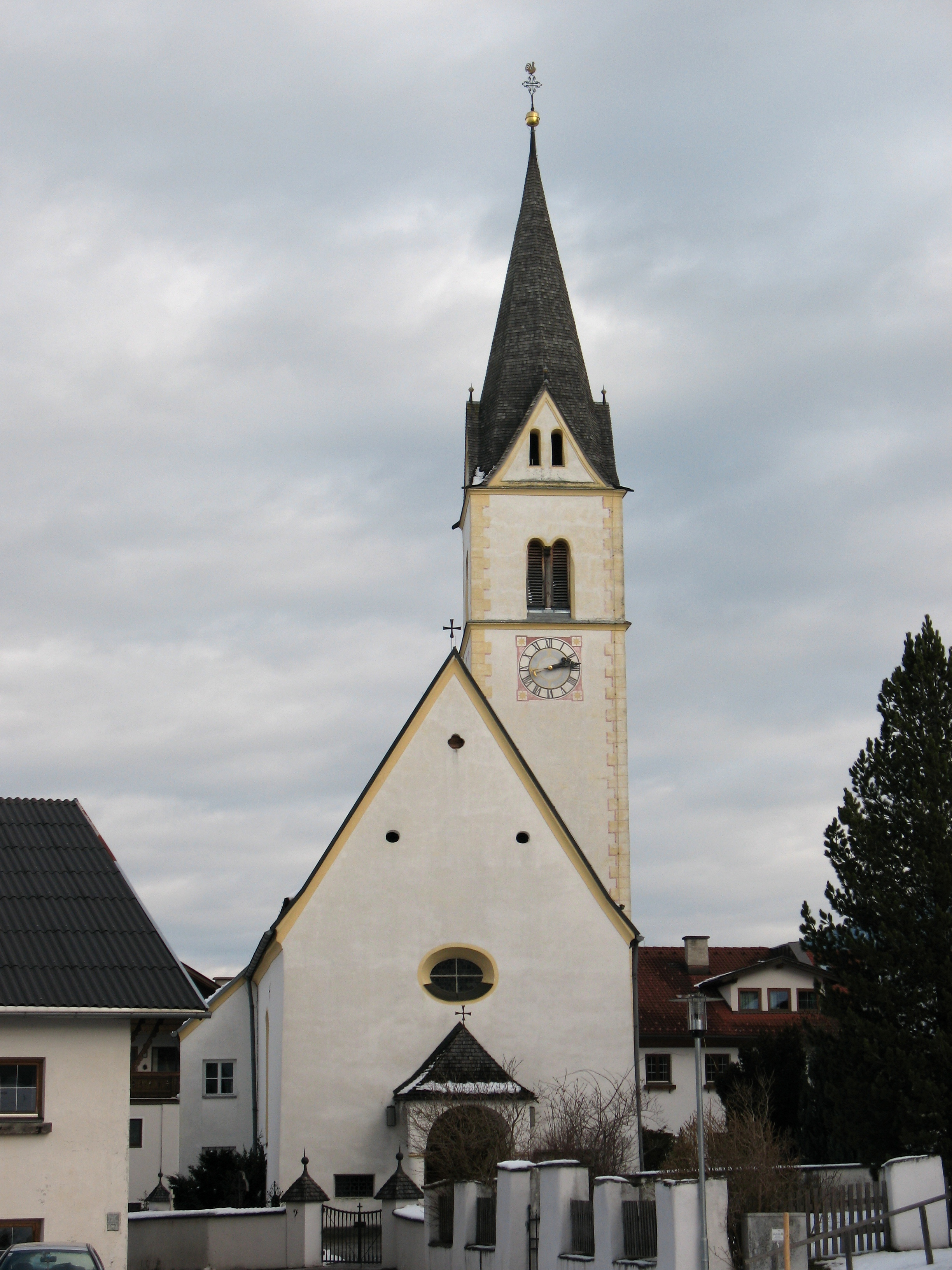
Pfarrkirche

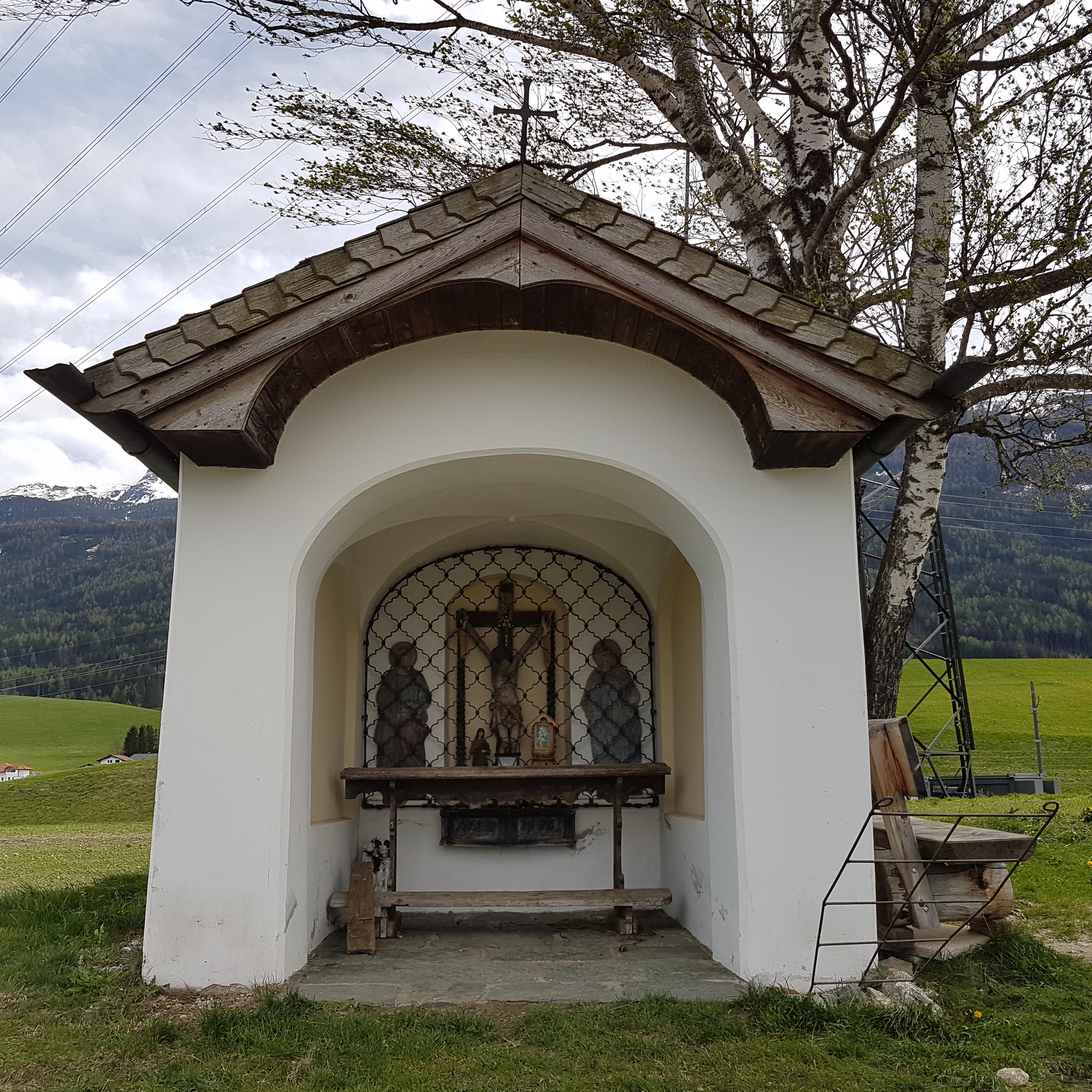
Gletscherkapelle

## Kultur und Sehenswürdigkeiten
- Pfarrkirche hl. Gertraud von Nivelles

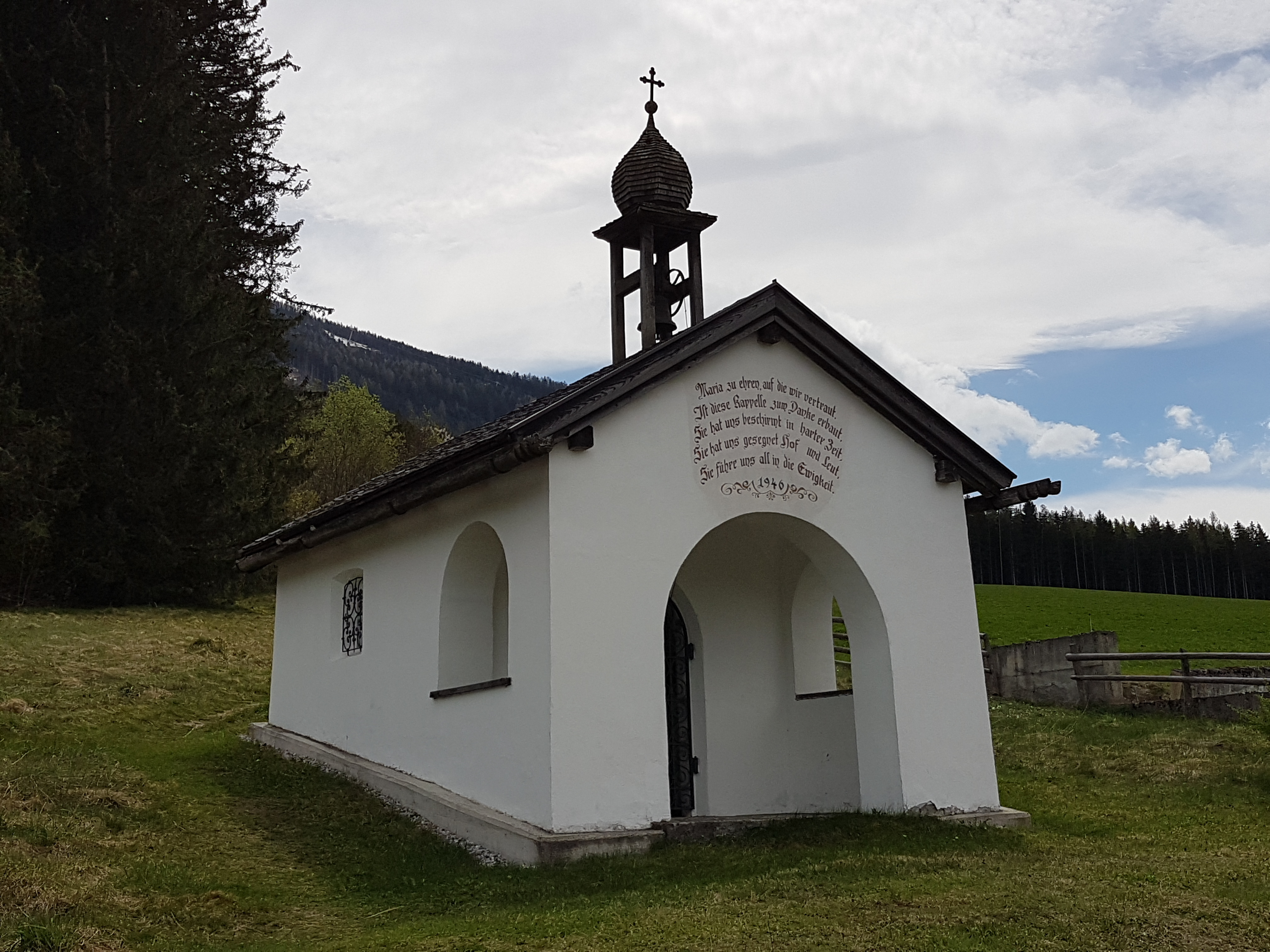
Hofkapelle Perchegg

- Gletscherkapelle
- Hofkapelle Perchegg

## Wirtschaft und Infrastruktur
Durch großes Siedlungswachstum im Einzugsgebiet von Innsbruck wurde Sistrans hauptsächlich zu einer Wohngemeinde.

### Wirtschaftssektoren
Von den 24 landwirtschaftlichen Betrieben des Jahres 2010 wurden zehn im Haupt-, elf im Nebenerwerb, zwei von Personengesellschaften und eine von einer juristischen Person geführt. Dieser eine Betrieb bewirtschaftete mehr als die Hälfte der Flächen. Der größte Arbeitgeber im Dienstleistungssektor war der Bereich soziale und öffentliche Dienste mit beinahe einhundert Erwerbstätigem, gefolgt von den Bereichen Information und Kommunikation und freiberufliche Tätigkeiten.
| Wirtschaftssektor            | Anzahl Betriebe | Anzahl Betriebe | Erwerbstätige | Erwerbstätige |
| Wirtschaftssektor            | 2011            | 2001            | 2011          | 2001          |
| ---------------------------- | --------------- | --------------- | ------------- | ------------- |
| Land- und Forstwirtschaft 1) | 24              | 30              | 18            | 22            |
| Produktion                   | 10              | 6               | 44            | 31            |
| Dienstleistung               | 133             | 62              | 264           | 123           |

1) Betriebe mit Fläche in den Jahren 2010 und 1999

### Berufspendler
Im Jahr 2011 lebten mehr als 1000 Erwerbstätige in Sistrans. Rund 160 arbeiteten in der Gemeinde, mehr als achtzig Prozent pendelten aus.

## Politik

### Gemeinderat
In den Gemeinderat werden 15 Vertreter gewählt:
| Wählergruppe                                                                              | 2022    | 2022    | 2022    | 2016    | 2016    | 2016    | 2010  | 2010    |
| Wählergruppe                                                                              | Prozent | Stimmen | Mandate | Prozent | Stimmen | Mandate | %     | Stimmen |
| ----------------------------------------------------------------------------------------- | ------- | ------- | ------- | ------- | ------- | ------- | ----- | ------- |
| Gemeinsam für Sistrans – Bürgermeister Johannes Piegger und sein Team (GFS)               | 48,09   | 605     | 7       |         |         |         |       |         |
| am Puls Sistrans (AM PULS)                                                                | 36,25   | 456     | 6       |         |         |         |       |         |
| Menschen Freiheit Grundrechte (MFG)                                                       | 8,11    | 102     | 1       |         |         |         |       |         |
| KONTROLLE-KOMPETENZ-KLARHEIT FÜR SISTRANS (3K)                                            | 7,55    | 95      | 1       |         |         |         |       |         |
| GEMEINSAM für SISTRANS, Bürgermeister Josef Kofler und sein Team - Gemeinsam für Sistrans |         |         |         | 74,67   | 861     | 11      | 75,09 | 853     |
| GRÜNE LISTE SISTRANS - Sistranser Grüne                                                   |         |         |         | 25,33   | 292     | 4       | 24,91 | 283     |

### Bürgermeister
Bei den Bürgermeisterwahlen 2016 war Josef Kofler der einzige Kandidat und blieb somit Bürgermeister von Sistrans. Im Jahr 2022 wurde Johannes Piegger mit 60 Prozent zum Bürgermeister gewählt.

### Wappen
Im Jahr 1976 folgendes Wappen verliehen: Im silbernen Schild ein roter halber Drachen.
Das Wappen stammt aus dem 13. Jahrhundert und erinnert an Konrad von Sistrans, dessen Siegel mit diesem Wappen erhalten ist.

## Persönlichkeiten

### Söhne und Töchter der Gemeinde
- Franz Winkler (1906–1962), Komponist und Musiker
- Dominik Markl (* 1979), römisch-katholischer Theologe

### Mit der Gemeinde verbundene Persönlichkeiten
- Hans Lorenz (1865–1940), Ingenieurwissenschaftler
- Hansjörg Farbmacher (1940–1982), Skilangläufer und Biathlet
- Bernhard Wietek (* 1946), Bauingenieur, Geotechniker
- Kassian Erhart (1948–2018), Bildhauer und Klangkünstler
- Josef Kiraly (* 1949), Architekt
- Lina Hofstädter (* 1954), Schriftstellerin, Lehrerin, Gemeinderätin (Grüne)
- Christine Baur (* 1957), Politikerin (Grüne), Juristin
- Carmen Jeitler-Cincelli (* 1980), Politikerin (ÖVP) und Abgeordnete zum Nationalrat, wuchs in Sistrans auf und lebt heute in Baden
- Emilia Warenski (* 2004), Schauspielerin